# Tłuszcz
Tłuszcz là một thị trấn thuộc huyện Wołomiński, tỉnh Mazowieckie ở trung-đông Ba Lan. Thị trấn có diện tích 8 km². Đến ngày 1 tháng 1 năm 2011, dân số của thị trấn là 7594 người và mật độ 960 người/km².